# 大阪市立玉造幼稚園
大阪市立玉造幼稚園（おおさかしりつ たまつくりようちえん）は、大阪府大阪市中央区玉造1丁目にある公立幼稚園。

## 沿革

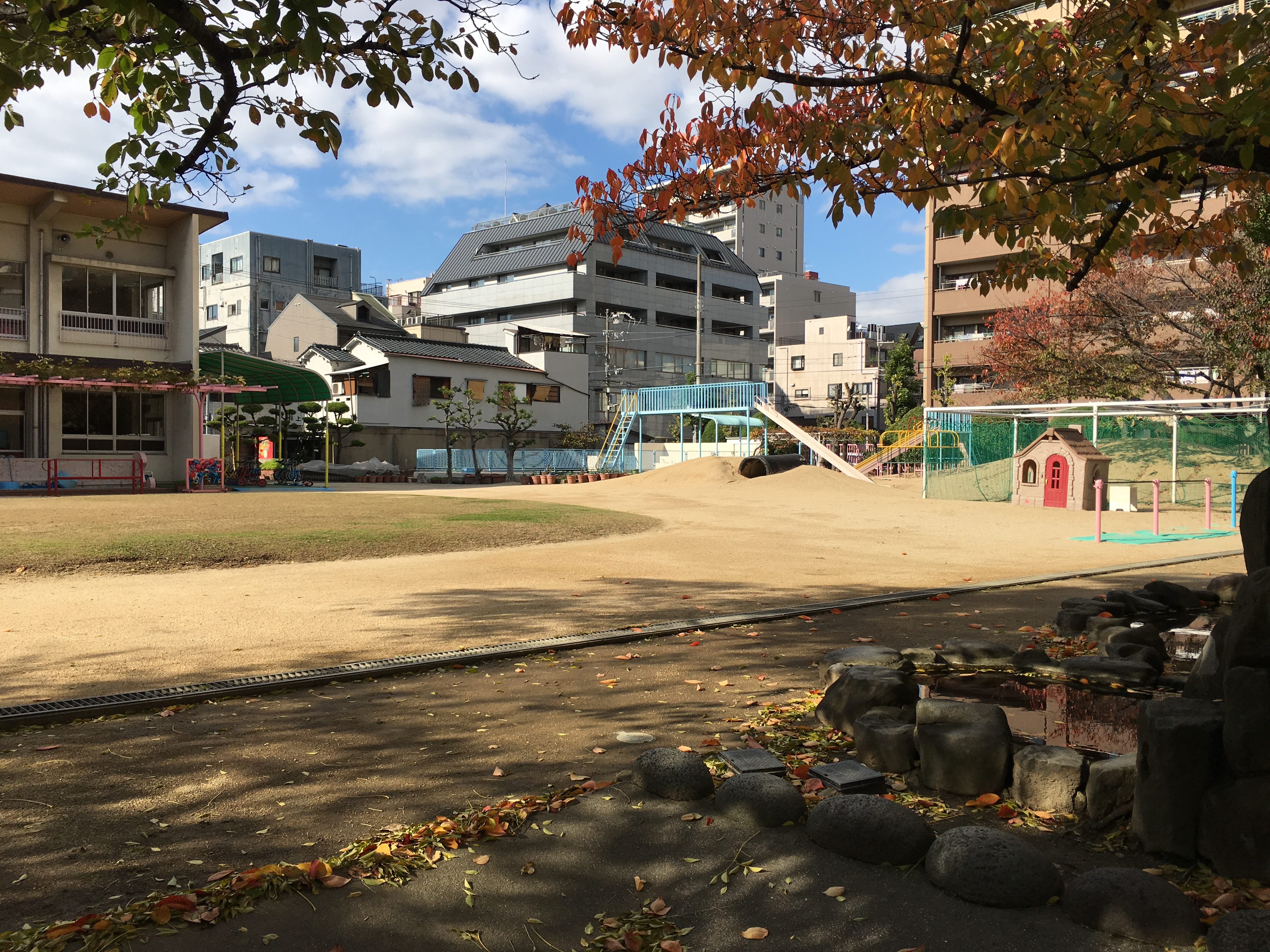
大阪市立玉造幼稚園園庭

- 1940年6月29日 - 大阪市玉造尋常高等小学校に併設。
- 1949年 - 大阪市立玉造幼稚園として独立。
- 1955年 - 現在地に移転。

## 交通
- 大阪環状線 玉造駅 徒歩3分
- 地下鉄長堀鶴見緑地線 玉造駅 徒歩5分